# Hylaeus repentens
Hylaeus repentens là một loài Hymenoptera trong họ Colletidae. Loài này được Nurse mô tả khoa học năm 1903.